# Radosław Sikorski
Radosław Tomasz Sikorski (* 23. února 1963 Bydhošť, Polsko) je polský politik, novinář a od prosince 2023 ministr zahraničních věcí v třetím Tuskově kabinetu.
V letech 2005 až 2007 zastával funkci polského ministra obrany. V letech 2007 až 2014 působil jako ministr zahraničních věcí v prvním i druhém Tuskově kabinetu. Od září 2014 do června 2015 zastával funkci maršálka Sejmu. V letech 2019 až 2023 pak působil jako polský poslanec Evropského parlamentu. 
Je zastáncem liberalizace práva na interrupci, narovnání práv sexuálních menšin a větší evropské integrace.

## Biografie
V době vyhlášení válečného stavu v Polsku roce 1981 studoval ve Velké Británii, kde získal politický azyl a později britské občanství. Vystudoval politologii, filosofii a ekonomii v Oxfordu. Od poloviny 80. let působil jako novinář v deníku The Sunday Telegraph. V roce 1987 získal World Press Photo za snímek afghánské rodiny zabité sovětským bombardováním. Počátkem 90. let se vrátil do Polska a věnoval se politice.
Působil jako náměstek ministra obrany (1992) ve vládě Jana Olszewského, jako náměstek a ministr zahraničních věcí (1998 až 2001) ve vládě Jerzyho Buzka. V letech 2002–2005 žil v USA, kde byl rezidentem konzervativního think tanki American Enterprise Institute a výkonným ředitelem New Atlantic Initiative.

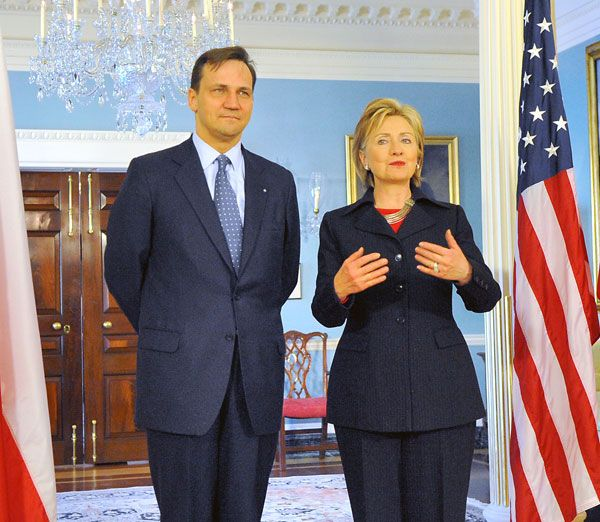
Ministr zahraničí Sikorski s americkou rezortní kolegyní Hillary Clintonovou, 2009

Po návratu do Polska byl zvolen do Senátu. V letech 2005 až 2007 byl ministrem obrany premiéra Jarosława Kaczyńského. Od roku 2007 až do 21. září 2014 byl ministrem zahraničních věcí ve dvou vládách Donalda Tuska.
V první polovině září 2014 byl navržen do funkce maršálka Sejmu, ve které byl definitivně stvrzen v hlasování dne 24. září 2014. Dne 10. června 2015 oznámil rezignaci na post předsedy dolní komory v důsledku aféry se zveřejněnými tajnými nahrávkami ministrů a podnikatelů., když premiérka Ewa Kopaczová odvolala před blížícími se parlamentní volbami další tři ministry v důsledku téže aféry. V prosince 2023 se stal znovu polským ministrem zahraničních věcí, a to v třetí vládě Donalda Tuska. V roce 2025 se navíc stal vicepremiérem této vlády.

## Osobní život
Jeho manželkou je polsko-americká novinářka a historička Anne Applebaumová, se kterou má dva syny, Aleksandra a mladšího Tadeusze.

## Vyznamenání
- Národní řád za zásluhy – Malta, 2009[12]
- Řád za zásluhy I. třídy – Ukrajina, 2009[13]
- komtur velkokříže Řádu polární hvězdy – Švédsko, 2011[14]
- Řád knížete Jaroslava Moudrého III. třídy – Ukrajina, 2011 – udělil prezident Viktor Janukovyč[15]
- komtur Řádu svatého Karla – Monako, 2012[16]
- velkodůstojník Řádu koruny – Belgie, 2013
- velkodůstojník Řádu tří hvězd – Lotyšsko, 18. dubna 2013[17]
- Řád cti – Moldavsko, 2014[18]
- velkokomtur Řádu cti – Řecko, 2014
- Řád kříže země Panny Marie I. třídy – Estonsko, 14. března 2014[19]
- velkodůstojník Záslužného řádu Maďarské republiky – Maďarsko, 30. května 2014[20]
- velkokříž Záslužného řádu Spolkové republiky Německo – Německo, 2016
- velkodůstojník Řádu čestné legie – Francie[21]